# Nationaal Songfestival 1987
Het Nationaal Songfestival in 1987 werd op 25 maart gehouden en gepresenteerd door Astrid Joosten. Het evenement vond plaats in het Conservatorium in Den Haag. Zangeres Marcha bracht zes verschillende liedjes waarvan "Rechtop in de wind" won. Op het Eurovisiesongfestival eindigde Marcha op een 5e plaats.
| Startplaats | Lied                      | Punten | Plaats |
| ----------- | ------------------------- | ------ | ------ |
| 1           | "Verliefd zijn"           | 191    | 4      |
| 2           | "Big Ben of Nôtre Dame"   | 213    | 2      |
| 3           | "Rechtop in de wind"      | 296    | 1      |
| 4           | "Morgen"                  | 208    | 3      |
| 5           | "Het leven is een cadeau" | 170    | 6      |
| 6           | "Buiten jou"              | 182    | 5      |

| Lied                    | ZLD | NBR | GRO | LIM | DRE | NHO | GLD | UTR | FRL | FLE | ZHO | OVE | Totaal |
| ----------------------- | --- | --- | --- | --- | --- | --- | --- | --- | --- | --- | --- | --- | ------ |
| Verliefd zijn           | 20  | 19  | 13  | 15  | 19  | 11  | 12  | 11  | 24  | 5   | 23  | 19  | 191    |
| Big Ben of Nôtre Dame   | 17  | 21  | 16  | 14  | 18  | 16  | 28  | 21  | 20  | 14  | 8   | 20  | 213    |
| Rechtop in de wind      | 20  | 17  | 25  | 26  | 25  | 30  | 18  | 29  | 27  | 28  | 24  | 27  | 296    |
| Morgen                  | 20  | 28  | 13  | 24  | 16  | 12  | 16  | 16  | 15  | 21  | 17  | 10  | 208    |
| Het leven is een cadeau | 15  | 9   | 18  | 15  | 18  | 11  | 11  | 17  | 10  | 17  | 13  | 16  | 170    |
| Buiten jou              | 13  | 11  | 20  | 11  | 9   | 25  | 20  | 11  | 9   | 20  | 20  | 13  | 182    |

1956 · 1957 · 1958 · 1959 · 1960 · 1961 · 1962 · 1963 · 1964 · 1965 · 1966 · 1967 · 1968 · 1969 · 1970 · 1971 · 1972 · 1973 · 1974 · 1975 · 1976 · 1977 · 1978 · 1979 · 1980 · 1981 · 1982 · 1983 · 1984 · 1986 · 1987 · 1988 · 1989 · 1990 · 1992 · 1993 · 1994 · 1996 · 1997 · 1998 · 1999 · 2000 · 2001 · 2003 · 2004 · 2005 · 2006 · 2007 · 2008 · 2009 · 2010 · 2011 · 2012